# Szaranszk
Szaranszk (oroszul:  Саранск , mordvinul: Саран ош) város Oroszországban a Mordvin Köztársaság fővárosa.
Történelmi város, a középső-volgai régió egyik legrégebbi városa. Fontos kulturális, oktatási, politikai, pénzügyi, kereskedelmi és gazdasági központ.
Lakossága: 297 415 fő (a 2010. évi népszámláláskor).

## Fekvése
A Volga vízrendszeréhez tartozó Inszar, (az Alatir mellékfolyója) partján terül el.

## Története
A települést 1641-ben, mint cölöpvárat alapították a Moszkvai nagyhercegség déli határának védelmére. Fontos szerepe volt az Asztrahánt Moszkvával és a Krímet Kazánnal összekötő kereskedelmi útvonalak biztosításában. Ezért 10 évvel a cölöpvár felépítését követően már jelentős településé vált és városi jogokat kapott. A kormányzóságok megalakításakor, 1708-ban Szaranszk és vidéke az Azovi-, majd a Kazanyi-, 1780-tól a Penzai kormányzósághoz tartozott. A város Oroszország éléskamrájának a központjában helyezkedik el. Szaranszk ipara csak az 1930-as években kezdett kialakulni. Ezt a folyamatot felgyorsította a második  világháború, amikor Oroszország nyugati részéből több jelentős ipari üzemet evakuáltak Szaranszkba.
Szaranszk 1934-ben lett Mordvinföld fővárosa.

## Oktatás, kultúra
A város legfontosabb oktatási intézménye az N. P. Ogarjovról elnevezett Mordvin Állami Egyetem. Az egyetemet 1931. október 1-jén alapították. Ez volt Mordvinföld első felsőoktatási intézménye.
Az egyetemnek jelenleg 11 fakultása van, 2006-ban közel 27 000 hallgatója volt. Ebből 17 000 nappali tagozaton tanult.
Szaranszkban öt színház működik, köztük a Mordóviai Nemzeti Színház, mely erza és moksa nyelven is tart előadásokat. Épületét 2007-ben, a Finnugor Kulturális Fesztivál keretében nyitották meg.

## Gazdasági élet, közlekedés

### Közlekedés
Szaranszk fontos vasúti csomópont, két vasúti fővonal köti össze Moszkvával.
A Szaranszki repülőtér (IATA: SKX, ICAO: UWPS) csak kisebb repülőgépek fogadására alkalmas. Naponta több járat köti össze Moszkvával.